# Lewis (seizoen 4)
Het vierde seizoen van Lewis liep van 2 mei 2010 tot en met 30 mei 2010 en bevatte vier afleveringen. 

## Rolverdeling
- Kevin Whately - inspecteur Robert Lewis
- Laurence Fox - rechercheur James Hathaway
- Rebecca Front - chief superintendent Jean Innocent
- Clare Holman -  patholoog-anatoom Laura Hobson

## Afleveringen
| Nr. | Aflevering | Titel                      | Regisseur        | Schrijver     | Selectie gastrollen | Uitzenddatum |  |
| --- | ---------- | -------------------------- | ---------------- | ------------- | --- | ------------ |  |
| 13 | 1          | The Dead of Winter         | Bill Anderson    | Russell Lewis | Richard Johnson - Augustus Mortmaigne Camilla Arfwedson - Scarlett Mortmaigne Juliet Aubrey - Selina Mortmaigne Jonathan Bailey - Titus Mortmaigne Jonty Stephens - Ralph Grahame Georgia Groome - Briony Grahame Pip Carter - Paul Hopkiss | 2 mei 2010   |  |
| Wanneer er een lichaam wordt gevonden in een bus gaan Lewis en Hathaway op onderzoek uit. De overige passagiers kunnen zich het slachtoffer niet herinneren, nu moeten zij ontdekken waar deze is ingestapt. Het onderzoek leidt hen naar een landgoed met de naam Crevecoeur Hall, waar de welgestelde familie Mortmaignes verblijft. Op dit landgoed is Hathaway in zijn kinderjaren ook opgegroeid. Terwijl zij met het onderzoek bezig zijn vindt er een tweede moord plaats, en moeten zij haast maken met het vinden van de dader voordat er meer moorden plaatsvinden. Hathaway kan het goed vinden met de dochter van de familie, die hij nog kent uit zijn kinderjaren, maar Lewis kan hun relatie echter niet bekoren. |            |                            |                  |               | |              |  |
| 14 | 2          | Dark Matter                | Bille Eltringham | Alan Plater   | Warren Clarke - Roger Temple Annabelle Apsion - Babs Temple Deborah Cornelius - dr. Ella Ransome Christopher Bowen - professor Andrew Crompton Sophie Ward - Isobel Crompton Robert Hardy - Arnold Raeburn Diana Quick - Gwen Raeburn       | 9 mei 2010   |  |
| Wanneer amateur-astronoom en schoolhoofd Andrew Crompton dood wordt gevonden in het observatorium, moeten Lewis en Hathaway zien te ontdekken of het een ongeluk was of moord. Het blijkt geen ongeluk te zijn. Voor zijn dood heeft Crompton de biecht heeft laten afnemen bij een priester. Zijn weduwe vermoedt dat haar man een affaire had, maar onderzoek wijst uit dat hij in plaats van een affaire regelmatig naar de kerk ging. Hij leed aan een hersentumor en had niet meer lang te leven. Als later nog een slachtoffer valt blijkt de dader dichter bij huis te zijn dan eerst gedacht. |            |                            |                  |               | |              |  |
| 15 | 3          | Your Sudden Death Question | Dan Reed         | Alan Plater   | Adam James - Ethan Croft Ruth Gemmell - Robyn Strong Sally Bretton - Eve Rigby Anna Koval - Diane Baxter Alan Davies - Marcus Richards Timothy West - Donald Terry Ian Mercer - Lester Garvey                                               | 16 mei 2010  |  |
| Tijdens Bank holiday wordt bij een quiz-weekend op de universiteit in de fontein het dode lichaam van een basisschoolleraar gevonden. Lewis en Hathaway ontdekken al snel dat hij door een misdrijf om het leven is gekomen en starten een onderzoek. Zij vermoeden dat de dader bij de andere deelnemers gezocht moet worden, en voornamelijk bij twee dames die met hem aan het flirten waren. Dan wordt een van deze dames ook vermoord en blijkt dat de dader bij de andere deelnemers gezocht moet worden. Lewis ontdekt dan dat het slachtoffer vroeger werkte als tolk bij een internationaal bedrijf, en dat hij op een groot en duister geheim stuitte.                                                                 |            |                            |                  |               | |              |  |
| 16 | 4          | Falling Darkness           | Nicholas Renton  | Russell Lewis | Niamh Cusack - dr. Ellen Jacoby Lucy Griffiths - Madeleine Escher John Sessions - professor Rufus Strickfaden Lynsey Baxter - Ursula Van Tessel Jenn Murray - Charlotte Corwin Patrick Knowles - Vince Corwin Alex Price - Victor Clerval   | 30 mei 2010  |  |
| Tijdens Halloweennacht wordt Ligeia Willard, stamcelonderzoekster en oude vriendin van dr. Hobson, doodgestoken, en Lewis en Hathaway starten hun onderzoek. Meerdere moorden die in verbinding staan met het verleden van dr. Hobson schokken hen, en ze zijn vastberaden om de dader te vinden. Als het onderzoek vordert vraagt Lewis zich af of dr. Hobson hier meer van weet dan dat zij toegeeft. Een medium verklaart hen te kunnen helpen, maar Lewis wijst haar de deur omdat hij meer gelooft in conventionele methodes. Later blijkt dat er iemand een duister geheim heeft uit het verleden, en daarbij de naam van dr. Hobson heeft gebruikt.                                                                       |            |                            |                  |               | |              |  |